# وایتمور، تاسمانیا
وایتمور (به انگلیسی: Whitemore) یک شهرک در استرالیا است که در تاسمانی واقع شده‌است.